# هوزو
هوزو (بالإنجليزية: Hozo)‏ (باليابانية: 法造) هو محرر أنطولوجي رسومي أُنشِئ بشكل متخصص لإنتاج الأنطولوجيات ثقيلة الوزن. طُوِّر في اليابان ضمن شراكة بين قسم نظم المعرفة (مختبر ميزوغوتشي) ومعهد العلوم الصناعية والبحوث في جامعة أوساكا وشركة إينيجيت المحدودة.

## روابط خارجية
- الموقع الرسمي (بالإنجليزية)
- مختبر ميزوغوتشي
- إينيجيت